# Саламбо (тістечко)
Саламбо (фр. salammbô, salambo, salambô) — десерт французької кухні, тістечко (гато) із заварного тіста. Саламбо за розміром менше, ніж еклер, але більше, ніж профітроль. Саламбо випікають у духовці, поміщають всередину кондитерський крем, після чого верхню частину глазурують помадкою та прикрашають шоколадною стружкою.
Вважається, що назва кондитерського виробу походить від імені головної героїні роману «Саламбо» (1862) французького письменника Гюстава Флобера. За іншою версією, тістечко отримало назву після успіху опери французького композитора Луї Етьєна Ернеста Рейєра «Саламбо» (1890), створеної на основі роману.
Відомо, що торгова марка «Саламбо», пов'язана з продажем тортів та печива, була зареєстрована після прем'єри опери.
Інша назва тістечка — гланд, походить від його форми, що нагадує жолудь (фр. gland).